# 매카트니 사절단

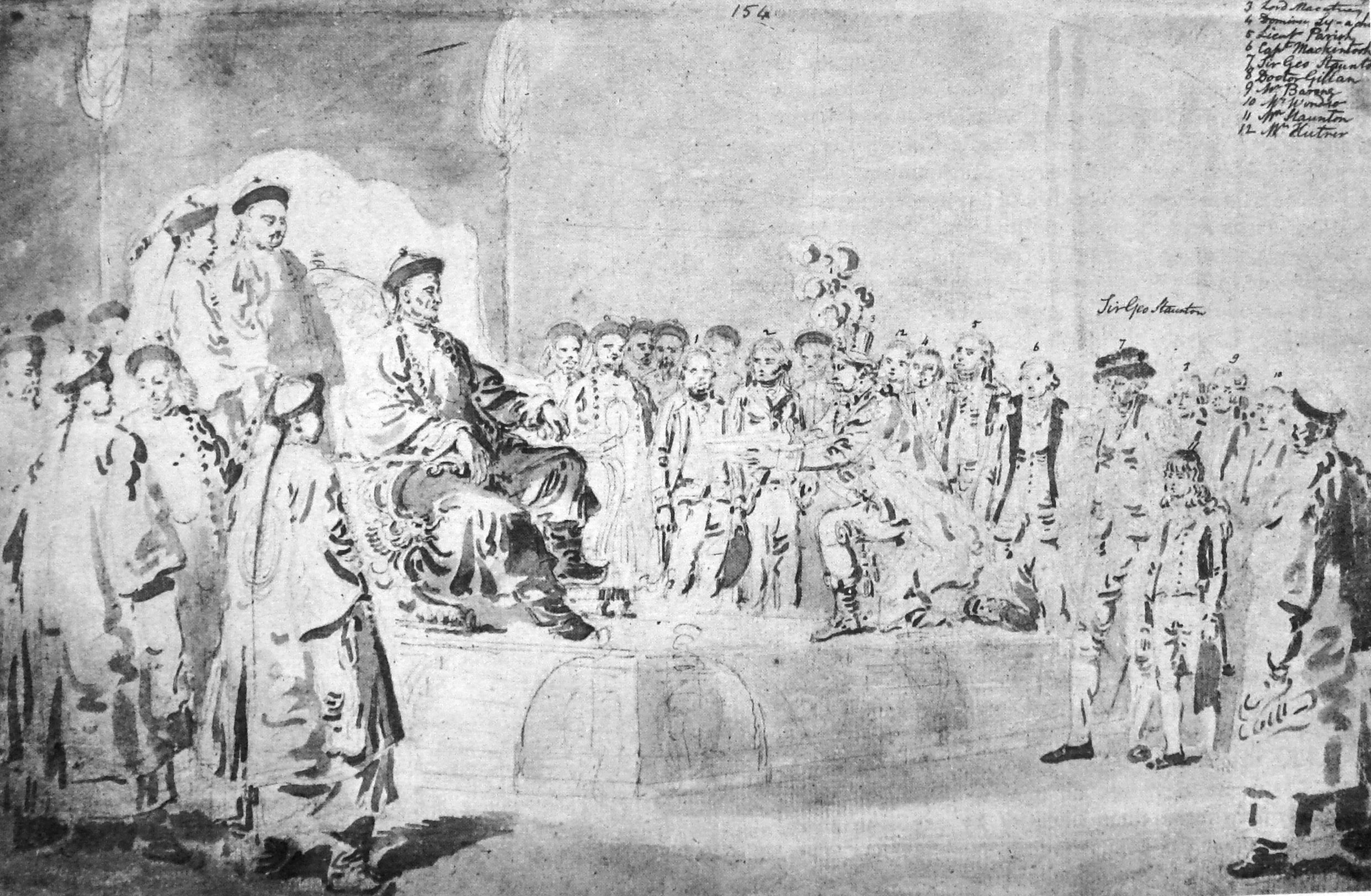

매카트니 사절단(Macartney Embassy, 馬加爾尼使團)은 1793년 영국이 처음으로 중국으로 보낸 외교 사절로 대표자였던 제1대 매카트니 백작 조지 매카트니의 이름에서 따왔다. 매카트니 사절단의 목표는 영국 자국의 무역을 위해 청나라에 새로운 항구를 개항하는 것, 베이징에 영구적인 대사관 개설, 중국 해안가에 영국이 사용할 작은 섬 양도, 광저우에서 영국 상인들에 대한 무역 제한 완화 등이었다. 매카트니 사절단은 건륭제를 만났으나 건륭제는 매카트니 사절단의 모든 요구를 거절했다. 매카트니 사절단은 공식적인 목표를 달성하지 못했지만 사절단원들이 청나라에서 기록하여 유럽에 전한 폭넓은 문화, 정치, 지리적 관찰은 훗날 조명되었다.

## 배경
당시 청나라에서 대외 해상 무역은 청나라 정부가 선정한 광동십삼행이 공식 무역을 독점하는 광동 체제를 통해 이뤄졌다. 18세기 광저우는 주강 접근성이 좋아 대중 무역이 가장 활발하게 이뤄진 항구였다. 외국인의 무분별한 접근으로 인해 발생할 수 있는 청나라 사회의 변혁을 우려했던 건륭제는 1757년 모든 대외 무역을 광저우로 제한했다. 중국인들에게는 외국에 대한 중국어 교육이, 유럽 상인들에게는 중국으로 여성을 데려오는 것이 금지됐다.
18세기 후반까지 영국 상인들은 광동 체제의 한계를 느꼈고, 무역권 확대를 위해 사절단을 청나라 황제에게 파견하여 요구 사항이 전해질 수 있도록 로비를 진행했다. 사절단 파견 요구는 양국 간 무역 불균형 확대에 따른 것이었는데, 주로 차 뿐 아니라 도자기와 비단 같은 청나라 제품들에 대한 영국의 수요 때문이었다. 차 무역을 포함하여 동양에서 무역을 독점하던 동인도 회사는 차를 은으로 거래해야 했다. 무역 적자를 만회키 위해 청나라에서 팔릴 만한 영국산 제품을 수출키 위한 노력이 이뤄졌다.
청나라로 매카트니 사절단이 파견됐을 때 동인도회사는 청나라 수출용 아편을 인도에서 재배키 시작했다. 동인도회사는 1780년대에 차 무역으로 인한 적자를 메우기 위해 아편을 수출하는 시도를 시작했다. 마드라스 총독을 역임했었던 매카트니는 아편 수출을 긍정적으로도 여겼지만 부정적으로도 여기며 쌀이나 다른 더 좋은 제품을 수출하는 것을 선호했다.
1787년 윌리엄 피트 총리와 동인도회사 관리 헨리 던다스(Henry Dundas)는 청나라에 첫 영국 사절단인 찰스 카스카트(Charles Casthcart)를 보냈으나 그가 타던 선박 HMS 베스탈(HMS Vestal)이 청나라에 도착하기 직전에 병사했다. 카스카트 사절단이 실패한 후 매카트니는 자신의 친구인 제1대 준남작 조지 스톤턴 경의 주도로 다시 보내야 한다고 주장했다. 내무장관에 취임한 던다스는 1791년 매카트니가 대신 갈 것을 제안했다. 매카트니는 백작 작위를 수여받고, 사절단에 포함될 이들을 고를 수 있게 해달라는 조건으로 제안을 수락했다.

## 준비
매카트니는 자신이 사절단을 제대로 이끌지 못하게 될 때의 대행자로서 자신이 신뢰했던 제1대 준남작 조지 스톤턴 경을 사절단 부단장으로 골랐고, 스톤턴은 자신을 보좌할 아들 토마스를 데려왔다. 사절단 관리자 제1대 준남작 존 배로 경, 의사 휴 길런(Hugh Gillan)과 윌리엄 스콧, 비서 2명, 호위 병력, 기록화를 남기기 위한 화가 윌리엄 알렉산더와 토마스 히키(Thomas Hickey), 제임스 딘위디(James Dinwiddie)를 포함한 과학자들도 합류했다.
광저우의 부패 관리들을 건륭제에게 직접 고발했던 상인 제임스 플린트에게 중국어를 가르쳐 준 인물의 사례에서 드러나듯, 청나라인들이 외국인에게 중국어를 가르치면 극형에 처해질 수 있었기 때문에 매카트니는 영국에서 중국어 구사자를 찾기 어려웠다. 매카트니는 중국인 통역가에게 의존하고 싶어하지 않았는데, 매카트니 사절단에는 통역가로서 중국인 가톨릭 사제 4명이 포함됐다. 그 중 두 명은 나폴리에 있는 '중국 학당'(Collegium Sinicum)에 있던 바오로 조(周保羅)와 야코부스 리(李雅各; 李自標)였는데 그들은 영어를 할 수 없었으나 라틴어는 할 수 있었다. 나머지 두 명은 로마에 있는 종교 대학 출신이었다.

## 항해
에라스무스 가워(Erasmus Gower)가 이끄는 전함 HMS 라이언, 윌리엄 매킨토시가 이끄는 동인도회사 소속 선박 힌두스탄함, 쌍돛대 범선 잭올(Jackall)함을 포함한 매카트니 사절단은 1792년 9월 26일 햄프셔주 포츠머스에서 출항한 직후 폭풍우를 만나 데번주 토베이에 정박했다. 청나라 황제에게 전달될 선물은 라이언함과 힌두스탄함에만 선적됐었고, 폭풍우 도중 실종된 잭올함을 제외한 두 선박은 수리를 받은 후 항해를 재개했다. 제1대 준남작 조지 스톤턴 경은 통역가들로부터 항해 도중 중국어를 익혔다.
매카트니 사절단은 1792년 10월 초 마데이라 제도에, 그 후 카나리아 제도에, 11월 1일 카보베르데에 도착했다. 닷새 간 잭올함을 기다리고 항해를 계속했다. 라이언함과 힌두스탄함 선원들은 잭올함이 파괴됐다고 생각했지만 잭올함은 사실 온전했었고 이후 다른 함대에 합류했다. 매카트니는 잭올함을 대신할 다른 선박을 구매했다. 아프리카 해안가의 무역풍 때문에 리우데자네이루에 11월 말에 도착했다. 매카트니는 한 달 간 통풍을 앓았다. 토머스 스톤턴이 중국어를 익혔는데 이에 따라 매카트니는 라이언함 도서실에 그가 들여다 놓은 중국 관련 서적들을 공부할 수 있었다.
매카트니 사절단은 1792년 12월 17일 리우데자네이루를 떠나 1793년 1월 7일 희망봉을 돌았고 2월에 자바를 거쳐 자카르타에 3월 6일 도착했다. 매카트니 사절단은 그곳에서 불란서제 쌍돛대 범선을 한 척 사고 클레런스(Clarence)라는 이름을 붙이며 잭올함을 대신했으나 잭올함은 영국에서 출발한 직후에 만난 폭풍우로 인해 입은 손상이 수리된 후 자카르타에서 재합류했다. 이후 전체 함대는 1793년 6월 19일 마카오에 도착하고 조지 스톤턴은 동인도회사 관리들을 만났다. 중국인 통역사 4명 중 로마에 있는 종교 교육 시설 출신이었던 2명은 원래부터 비용을 지불하지 않고 중국으로 귀국할 것을 약속 받았기 때문에 매카트니 사절단이 마카오에 도착한 후 그들은 매카트니 사절단을 떠났고, 나폴리에 있는 종교 시설 출신인 또 다른 중국인도 매카트니 사절단을 떠나 통역사로는 1명만 남았다.이후 여정을 위해 매카트니와 둔다스는 광저우로부터 육로로 가기보다 해로를 통해 톈진으로 가기로 결정했다. 매카트니는 선박에 고가의 상품들을 실었기 때문에, 그리고 향후 사절단 파견 시를 위해 황해를 탐험하고 싶었다.

## 도착
매카트니 사절단이 도착하기 전, 동인도회사 대표들은 매카트니 사절단이 광저우 대신 톈진에 상륙할 수 있도록 하기 위해 광둥성에서 관리를 접견했다. 조공 사절단 스스로가 상륙할 항구를 직접 정할 수 없다는 이유로 이러한 요구는 처음에 거부되었지만 매카트니 사절단 측은 육로로 전달되면 크고 비싼 선물들이 손상될 우려가 있다고 주장했고, 또한 건륭제에게 바치는 청나라 관리의 공문에 언급된 바와 같이 매카트니 사절단은 굉장히 먼 거리를 항해해왔다. 건륭제는 그러한 요구에 결국 동의했고 최고의 예우를 갖춰 사절단을 이끌 것을 지시했다. 건륭제가 매카트니 사절단의 요구에 동의했다는 소식은 양광총독 복강안에 의해 전달됐다.
매카트니 사절단은 1793년 6월 23일 마카오를 떠나 주산 군도에 도착했다. 건륭제는 청나라의 모든 항구에 도선사로 하여금 매카트니 사절단을 이끌 것을 명령했고 지역 관리들은 이에 따랐으나 당대 청나라 선적들이 일반적으로 그랬듯이 해안가를 따라 여러 항구들을 거칠 것이라고 생각했던 것과 달리 매카트니 사절단이 먼 바다를 항해할 것을 생각지 못했다. 중국 관리들은 영국 선박의 크기와 속도에 놀라움을 표현했고, 선체가 커서 톈진에서 상류로 가지 못할 것이라고 예측하여 베이징으로 사절단과 화물을 나를 보트들을 마련했다.
동인도 회사 선박 엔데버함도 추가 합류한 매카트니 사절단은 하이허 하구에 1793년 7월 25일 도착하여 닻을 내렸으나 흙탕물 때문에 대형 선박이 지날 수 없다고 여겨서 선물이 정크를 통해 대고포대로, 그곳에서부터는 소형 선박을 통해 대운하가 끝나는 지점인 베이징시 통주구로 운반됐다. 매카트니 사절단은 대고포대에서 소형 선박들인 잭올함, 클래런스함, 엔데버함에 나눠 탔다. 1793년 8월 6일 매카트니와 스톤턴은 그들을 만나기 위해 바오딩시로부터 온 직례총독 양긍당(梁肯堂)을 접견했다. 양긍당은 라이온함과 힌두스탄함이 주산 군도로 돌아갈 수 있게 해달라는 매카트니의 요청을 허락했고, 매카트니 사절단이 예상했던 베이징이 아닌 청더시에서 건륭제를 만나게 될 것이라고 전했다.
매카트니 사절단이 톈진에 1793년 8월 11일 도착한 후 매카트니와 스톤턴은 양긍당, 징서(徵瑞)와 같이 연회에 참가했다.

### 베이징 체류
매카트니 사절단은 1793년 8월 21일 원명원 근처 베이징 시내 북쪽으로 안내됐다. 매카트니 사절단은 체류 시에 해당 구역에서 떠나는 것을 허가 받지 못했다. 베이징 시내 쪽에 더 접근하길 원했던 매카트니는 베이징에 있는 다른 거주지로 이동할 수 있다는 것을 징서부터 허락받았다. 베이징에서 매카트니 사절단에 대한 업무는 징서, 공부상서 김간, 공부우시랑 이령아(伊齡阿)가 담당하게 됐다. 사절단의 선물은 이화원에 다른 조공품들과 같이 놓였다. 매카트니는 처음으로 이화원을 방문한 영국인이었다. 배로와 딘위디는 선물 조립과 정리를 담당했다. 가장 중요한 천체투영관은 복잡해서 조립하는 데 18일이 걸렸다.

### 만리장성 통과
군인 40명을 포함한 매카트니 사절단 70명 가량이 1793년 9월 2일 열하로 가기 위해 베이징을 떠났다.
매카트니 사절단이 현재 베이징 북동쪽 미윈구에 속하는 고북구진을 통과했을 때 팔기군의 축포를 받았다.
매카트니 사절단은 1793년 9월 8일 청더시 교외에 도착했다.

## 건륭제와의 만남
건륭제는 화신에게 사절단을 대접하는데 소홀하지 않도록 명을 내렸으나 도중 접견의 예의문제로 난항을 빚게 되었다. 화이질서에 기반을 둔 중화세계에 있어서, 주변 제국으로부터 온 외교사절은 "황제의 덕"을 연모하는 조공사절로 인식되었고, 매카트니는 조공사절이 황제를 접견할 때 황제에 대하여 행하는 중국식 의례인 삼궤구고두(三跪九叩頭), 즉 세 번 절하고 아홉 번 머리를 땅에 조아리는 예를 취해 줄 것을 요구받았다. 그러나 매카트니는 자신은 청나라의 속국의 신하가 아니라며 단호히 거절하였고 결국 합의 끝에 건륭제 뒤에 영국 국왕의 초상화를 걸어놓고 한쪽 무릎만을 굽히고 손에 입맞춤하는 영국식 의례를 취하는 것으로 귀결되었다.
건륭제는 탄신 만찬에서 매카트니가 가져온 조지 3세의 친서를 건네 받았는데 거기에는 무역을 늘리고 공사를 상주시키겠다는 요구가 들어 있었다. 그러나 친서에 영국에게 주산 근처의 작은 섬을 할양해 영국인들이 사용하게 해달라는 내용도 쓰여있자 건륭제는 이를 거부하고 영국 사절단의 일체의 행동을 금하였다. 건륭제는 그 다음 달인 9월에 영국 사절단의 귀국을 강제 조처하였다.